# Giải BAFTA lần thứ 45
Giải BAFTA lần thứ 45 được trao bởi Viện Hàn lâm Nghệ thuật Điện ảnh và Truyền hình Anh Quốc năm 1992 để tôn vinh những bộ phim xuất sắc nhất năm 1991.
The Commitments của Alan Parker đoạt giải Phim hay nhất, Đạo diễn, Kịch bản chuyển thể, Dựng phim xuất sắc nhất. Sự im lặng của bầy cừu đoạt giải Nam diễn viên chính (Anthony Hopkins) và Nữ diễn viên chính (Jodie Foster) xuất sắc nhất. Alan Rickman đoạt giải Nam diễn viên phụ xuất sắc nhất với phim Robin Hood: Prince of Thieves. Kate Nelligan (Frankie and Johnny) giành giải Nữ diễn viên phụ xuất sắc nhất.

## Chiến thắng và đề cử

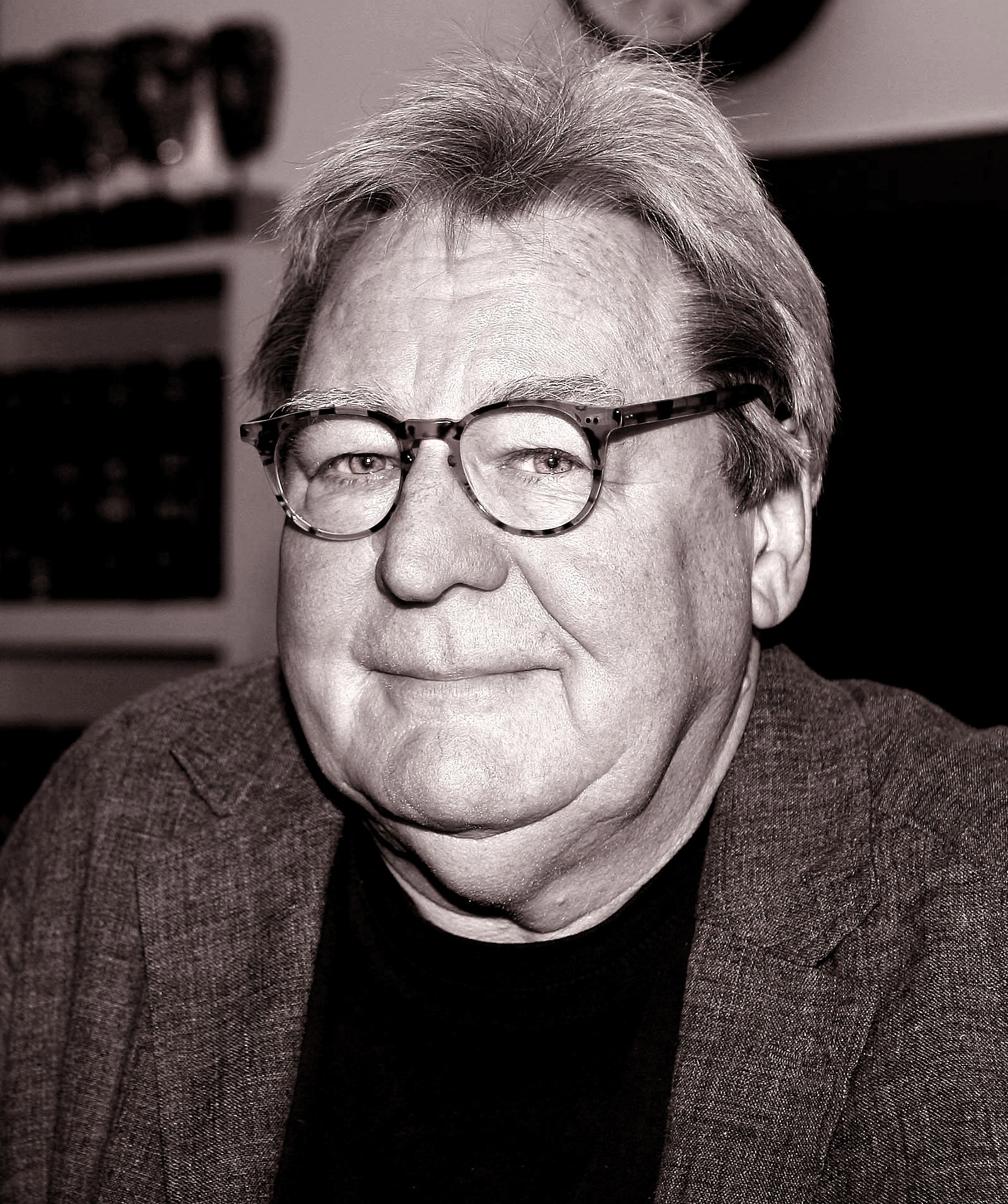
Alan Parker, Đạo diễn xuất sắc nhất

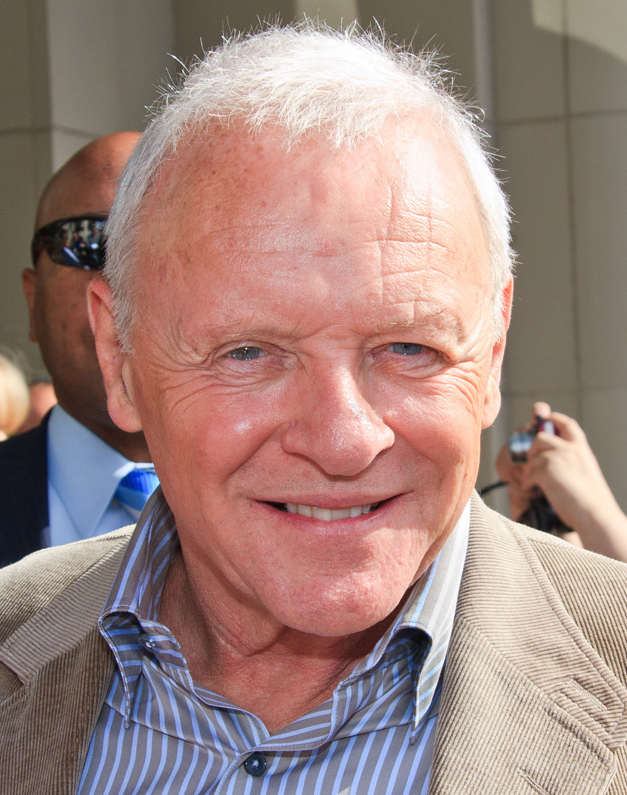
Anthony Hopkins, Nam diễn viên chính xuất sắc nhất

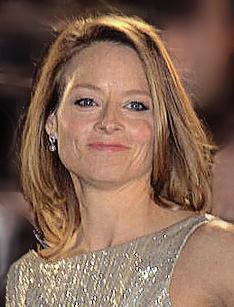
Jodie Foster, Nữ diễn viên chính xuất sắc nhất

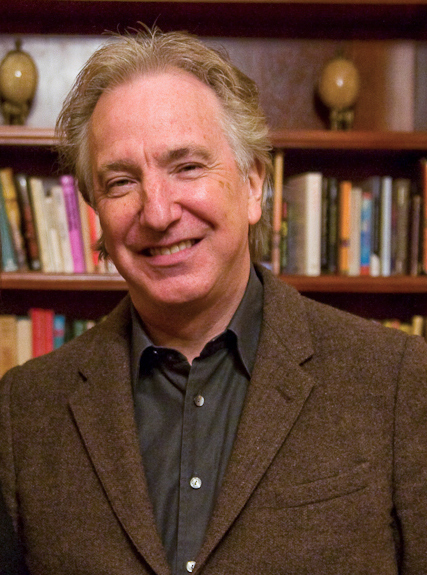
Alan Rickman, Nam diễn viên phụ xuất sắc nhất

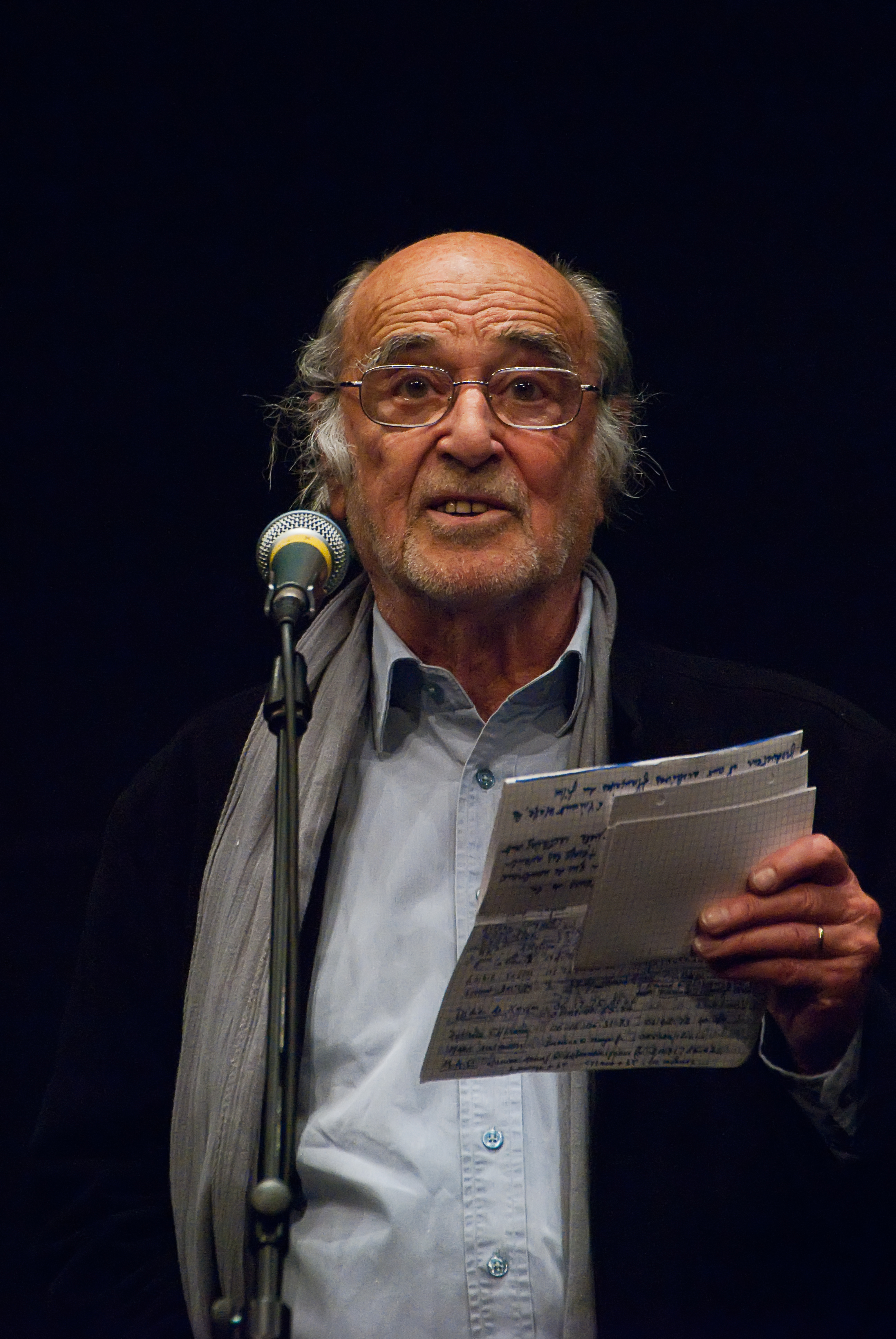
Pierre Lhomme, Quay phim xuất sắc nhất

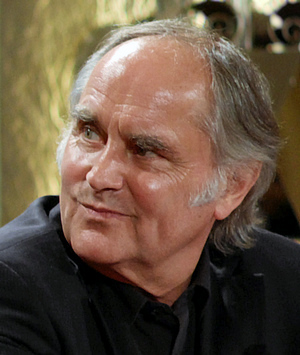
Michael Verhoeven, đạo diễn Phim không nói tiếng Anh hay nhất

| Phim hay nhất The Commitments – Roger Randall-Cutler, Lynda Myles và Alan Parker - Khiêu vũ với bầy sói – Kevin Costner và Jim Wilson - Sự im lặng của bầy cừu – Edward Saxon, Kenneth Utt, Ron Bozman và Jonathan Demme - Thelma & Louise – Mimi Polk Gitlin, Ridley Scott | Đạo diễn xuất sắc nhất Alan Parker – The Commitments - Jonathan Demme – Sự im lặng của bầy cừu - Kevin Costner – Khiêu vũ với bầy sói - Ridley Scott – Thelma & Louise |
| Nam diễn viên chính xuất sắc nhất Anthony Hopkins – Sự im lặng của bầy cừu vai Hannibal Lecter - Alan Rickman – Truly, Madly, Deeply vai Jamie - Gérard Depardieu – Cyrano de Bergerac vai Cyrano de Bergerac - Kevin Costner – Khiêu vũ với bầy sói vai John Dunbar | Nữ diễn viên chính xuất sắc nhất Jodie Foster – Sự im lặng của bầy cừu vai Clarice Starling - Geena Davis – Thelma & Louise vai Thelma Yvonne Dickinson - Juliet Stevenson – Truly, Madly, Deeply vai Nina - Susan Sarandon – Thelma & Louise vai Louise Elizabeth Sawyer                                        |
| Nam diễn viên phụ xuất sắc nhất Alan Rickman – Robin Hood: Prince of Thieves vai Sheriff of Nottingham - Alan Bates – Hamlet vai King Claudius - Andrew Strong – The Commitments vai Deco Cuffe - Derek Jacobi – Dead Again vai Franklyn Madson | Nữ diễn viên phụ xuất sắc nhất Kate Nelligan – Frankie and Johnny vai Cora - Amanda Plummer – The Fisher King vai Lydia Sinclair - Annette Bening – The Grifters vai Myra Langtry - Julie Walters – Stepping Out vai Vera                                                                                        |
| Kịch bản gốc xuất sắc nhất Truly, Madly, Deeply – Anthony Minghella - The Fisher King – Richard LaGravenese - Green Card – Peter Weir - Thelma & Louise – Callie Khouri | Kịch bản chuyển thể xuất sắc nhất The Commitments – Dick Clement, Ian La Frenais và Roddy Doyle - Cyrano de Bergerac – Jean-Paul Rappeneau và Jean-Claude Carrière - Khiêu vũ với bầy sói – Michael Blake - Sự im lặng của bầy cừu – Ted Tally                                                                   |
| Quay phim xuất sắc nhất Cyrano de Bergerac – Pierre Lhomme - Khiêu vũ với bầy sói – Dean Semler - Sự im lặng của bầy cừu – Tak Fujimoto - Thelma & Louise – Adrian Biddle | Thiết kế phục trang xuất sắc nhất Cyrano de Bergerac – Franca Squarciapino - Người kéo học yêu – Colleen Atwood - Robin Hood: Prince of Thieves – John Bloomfield - Valmont – Theodor Pištěk |
| Dựng phim xuất sắc nhất The Commitments – Gerry Hambling - Khiêu vũ với bầy sói – Neil Travis - Sự im lặng của bầy cừu – Craig McKay - Thelma & Louise – Thom Noble | Hóa trang và làm tóc xuất sắc nhất Cyrano de Bergerac – Jean-Pierre Eychenne và Michèle Burke - The Addams Family – Fern Buchner, Katherine James và Kevin Haney - Khiêu vũ với bầy sói – Frank Carrisosa - Người kéo học yêu – Ve Neill                                                                         |
| Nhạc phim hay nhất Cyrano de Bergerac – Jean-Claude Petit - Khiêu vũ với bầy sói – John Barry - Sự im lặng của bầy cừu – Howard Shore - Thelma & Louise – Hans Zimmer | Thiết kế sản xuất xuất sắc nhất Người kéo học yêu – Bo Welch - The Addams Family – Richard MacDonald - Cyrano de Bergerac – Ezio Frigerio - Kẻ hủy diệt 2: Ngày phán xét – Joseph Nemec III |
| Âm thanh xuất sắc nhất Kẻ hủy diệt 2: Ngày phán xét – Lee Orloff, Tom Johnson, Gary Rydstrom và Gary Summers - The Commitments – Clive Winter, Eddy Joseph, Andy Nelson, Tom Perry và Steve Pederson - Khiêu vũ với bầy sói – Jeffrey Perkins, Bill W. Benton, Gregory H. Watkins và Russell Williams II - Sự im lặng của bầy cừu – Skip Lievsay, Chris Newman và Tom Fleischman | Hiệu ứng hình ảnh đặc biệt xuất sắc nhất Kẻ hủy diệt 2: Ngày phán xét – Stan Winston, Dennis Muren, Gene Warren Jr. và Robert Skotak - Backdraft – Allen Hall, Scott Farrar, Clay Pinney và Mikael Salomon - Người kéo học yêu – Stan Winston - Prospero's Books – Frans Wamelink, Eve Ramboz và Masao Yamaguchi |
| Phim ngắn hay nhất The Harmfulness of Tobacco – Barry Palin và Nick Hamm - Breath of Life – Navin Thapar - Man Descending – Neil Grieve và Ray Lorenz - Trauma – Gerhard Johannes Rekel | Phim hoạt hình ngắn hay nhất Balloon – Ken Lidster - Adam – Chris Moll và Peter Lord - Anamorphosis – Keith Griffiths, Stephen Quay và Timothy Quay - Touch – Debra Smith |
| Phim không nói tiếng Anh hay nhất The Nasty Girl – Michael Verhoeven - Cyrano de Bergerac – Rene Cleitman, Michel Seydoux và Jean-Paul Rappeneau - The Hairdresser's Husband – Thierry de Ganay và Patrice Leconte - Toto the Hero – Pierre Drouot, Dany Geys và Jaco Van Dormael                                                                                                | |

## Thống kê
| Số lượng | Phim                          |
| -------- | ----------------------------- |
| 9        | Khiêu vũ với bầy sói          |
| 9        | Sự im lặng của bầy cừu        |
| 8        | Cyrano de Bergerac            |
| 8        | Thelma & Louise               |
| 6        | The Commitments               |
| 4        | Người kéo học yêu             |
| 3        | Kẻ hủy diệt 2: Ngày phán xét  |
| 3        | Truly, Madly, Deeply          |
| 2        | The Addams Family             |
| 2        | The Fisher King               |
| 2        | Robin Hood: Prince of Thieves |

| Số lượng | Phim                         |
| -------- | ---------------------------- |
| 4        | The Commitments              |
| 4        | Cyrano de Bergerac           |
| 2        | Sự im lặng của bầy cừu       |
| 2        | Kẻ hủy diệt 2: Ngày phán xét |